# Valerie Bertinelli

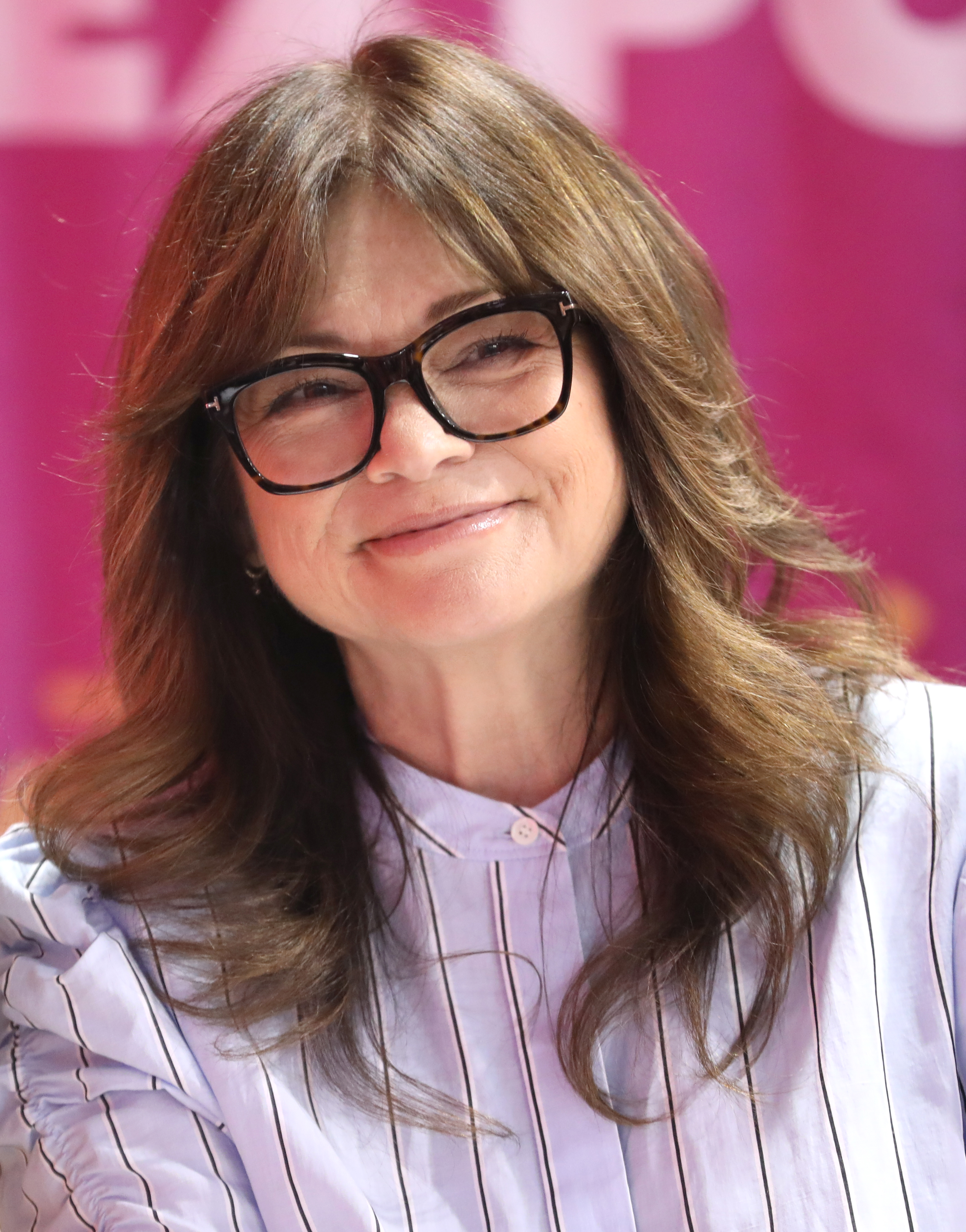
Valerie Bertinelli (2024)

Valerie Anne Bertinelli (* 23. April 1960 in Wilmington, Delaware) ist eine US-amerikanische Schauspielerin.

## Leben

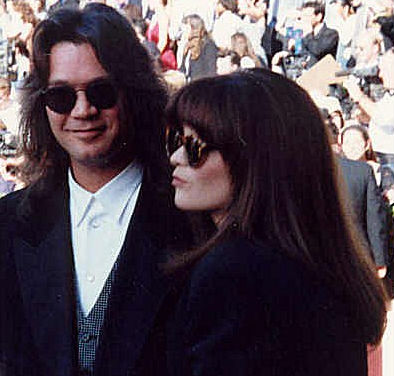
Eddie Van Halen und Valerie Bertinelli (1991)

Valerie Bertinelli ist bekannt aus der amerikanischen Fernsehserie One Day at a Time, in der sie Bonnie Franklins jüngere Tochter Barbara Cooper spielte. Später wirkte sie in zwei kurzlebigen Fernsehserien mit: Sydney, in der der junge Matthew Perry ihren Bruder spielte, und Café Americain. Zudem war sie in einigen amerikanischen Fernsehfilmen zu sehen und gehörte von 2001 bis 2003 zur Besetzung von Touched by an Angel. 2008 spielte sie zusammen mit der Sängerin JoJo in dem Film True Confession of a Hollywood Starlet mit. Von 2010 bis 2015 verkörperte sie die Melanie Moretti in der Fernsehserie Hot in Cleveland. Seit 2015 ist sie vor allem in Kochsendungen, darunter ihre eigene unter dem Titel Valerie’s Home Cooking, im US-Fernsehen zu sehen.
Im April 1981 heiratete sie den Rockgitarristen Eddie Van Halen (1955–2020), von dem sie sich, nach einer sechsjährigen Phase des Getrenntlebens, am 22. Dezember 2007 scheiden ließ. Ihr gemeinsamer Sohn Wolfgang Van Halen kam 1991 zur Welt.

## Filmografie (Auswahl)

### Fernsehserien
- 1974: Apple’s Way (Fernsehserie, Folge 2x09)
- 1975–1984: One Day at a Time (Fernsehserie, 209 Folgen)
- 1978: The Hardy Boys (Fernsehserie, Folge 2x22)
- 1981–1982: Fridays (Fernsehshow, zwei Folgen)
- 1984: Rosie (Fernsehserie, eine Folge)
- 1986: Große Märchen mit großen Stars (Faerie Tale Theatre) (Fernsehserie, 5x01)
- 1987: I’ll Take Manhattan (Miniserie)
- 1990: Sidney (Fernsehserie, 13 Folgen)
- 1993–1994: Café Americain (Fernsehserie, 18 Folgen)
- 1997–2003: Ein Hauch von Himmel (Fernsehserie, 46 Folgen)
- 2001: Family Guy (Zeichentrickserie, Folge 3x15, Stimme)
- 2008: Boston Legal (Fernsehserie, Folge 5x07)
- 2010–2015: Hot in Cleveland (Fernsehserie, 125 Folgen)
- 2014: Signed, Sealed, Delivered (Fernsehserie, zwei Folgen)

### Filme
- 1979: Young Love, First Love (Fernsehfilm)
- 1979: R.O.B.O.D.O.G.
- 1980: The Promise of Love (Fernsehfilm)
- 1981: The Princess and the Cabbie (Fernsehfilm)
- 1982: Die verrückten Abenteuer eines Playboys (I Was a Mail Order Bride) (Fernsehfilm)
- 1984: The Seduction of Gina
- 1984: Das Gelübde zerbricht (Shattered Vows) (Fernsehfilm)
- 1985: Das perfekte Opfer (Silent Witness) (Fernsehfilm)
- 1986: Rockabye (Fernsehfilm)
- 1986: Verlorene Helden (Ordinary Heroes) (Fernsehfilm)
- 1987: Der Berserker (Number One with a Bullet)
- 1988: Pancho Barnes – Ein Leben für’s Fliegen (Pancho Barnes) (Fernsehfilm)
- 1989: Ich kämpfe um dich, kleine Abby (Taken Away) (Fernsehfilm)
- 1991: Der Taylor-Mord: Kampf um ein Kind (In a Child’s Name) (Fernsehfilm)
- 1992: Im Netz des Syndikats (What She Doesn’t Know) (Fernsehfilm)
- 1993: Mord aus Unschuld (Murder of Innocence) (Fernsehfilm)
- 1995: Helen Walker – Schatten des Bösen (The Haunting of Helen Walker) (Fernsehfilm)
- 1996: Ein hoher Preis (A Case for Life) (Fernsehfilm)
- 1996: Zwei Mütter für Zachary (Two Mothers for Zachary) (Fernsehfilm)
- 1997: Night Sins – Der Mörder ist unter uns (Night Sins) (Fernsehfilm)
- 2000: Single-Alarm – Unser Daddy braucht ’ne Frau! (Personally Yours) (Fernsehfilm)
- 2003: Wer ist John Christmas? – Ein himmlisches Abenteuer (Finding John Christmas) (Fernsehfilm)
- 2007: Claire (Fernsehfilm)
- 2008: True Confessions of a Hollywood Starlet (Fernsehfilm)

## Fernsehshows
- 1977: Battle of the Network Stars III (ABC-Special)
- 1978: The Magic of David Copperfield (CBS-Special)
- 1979: The Magic of David Copperfield II (CBS-Special)
- 2013: Hollywood Game Night (Folge 1x02)
- 2013: Iron Chef America (Folge 12x01)
- 2015: Cutthroat Kitchen (Folge 6x12)
- seit 2015: Valerie’s Home Cooking
- seit 2015: Kids Baking Championship
- 2016: Food Network Star (Folge 12x01)
- 2019: Family Food Showdown (neun Folgen)
- 2019: Family Restaurant Rivals (sechs Folgen)

## Schriften
- Valerie Bertinelli: Enough Already: Learning to Love the Way I Am Today. Harvest, 2022, ISBN 978-0-358-56736-3 (englisch).

## Auszeichnungen (Auswahl)
- 1981: Nominierung für den Young Artist Award in der Kategorie Beste Komödiantin für One Day at a Time
- 1981: Golden Globe in der Kategorie Beste Nebendarstellerin – Serie, Mini-Serie oder TV-Film für One Day at a Time
- 1982: Golden Globe in der Kategorie Beste Nebendarstellerin – Serie, Mini-Serie oder TV-Film für One Day at a Time
- 1983: Nominierung für den Golden Globe in der Kategorie Beste Nebendarstellerin – Serie, Mini-Serie oder TV-Film für One Day at a Time
- 2011: Nominierung für den Screen Actors Guild Award in der Kategorie Bestes Schauspielensemble in einer Comedyserie (zusammen mit den anderen Darstellern) für Hot in Cleveland
- 2012: Stern auf dem Hollywood Walk of Fame (6912 Hollywood Blvd.)
- 2019: Zwei Daytime Emmy Awards in den Kategorien Bestes kulinarisches Programm und Beste kulinarische Moderation für Valerie’s Home Cooking